# Autilia Scala
Autilia Scala (Liveri, 1500 circa – Liveri, 1515) è stata una veggente italiana.

## Storia
Fu la pastorella alla quale, secondo la leggenda, nella notte tra il 12 ed il 13 aprile 1514 a Liveri sarebbe apparsa la Madonna. Secondo quanto viene tramandato, la fanciulla, figlia di contadini, stava portando al pascolo le sue vacche quando ad un certo punto avrebbe visto la Madonna. Ella avrebbe detto "Autilia, ti ho scelta per una delle più alte imprese che compirai a mio nome, portati dal Conte Enrico Orsini, in Nola, e digli, che sotto quel cespuglio a destra della mia mano, vi è sepolta una mia immagine, da molti secoli; voglio che si scavi la terra e si edifichi in mio onore un Tempio". Recatasi dal conte, Autilia non fu creduta.
Il giorno dopo vi fu una seconda apparizione nello stesso luogo, e questa volta il volto della giovane fu segnato da un raggio di luce. Ritornata dal conte, questa volta fu presa sul serio, e con la collaborazione del vescovo monsignor Bruno, furono intrapresi degli scavi nel luogo indicato dalla Madonna. Qui fu ritrovato un dipinto che raffigurava la Vergine in mezzo a due angeli, la quale fu identificata come l'Immacolata Regina delle Vittorie. Insieme al dipinto fu ritrovata una campanella del peso di circa quaranta chili, istoriata dall'iscrizione "SS. NICOLAS, CONFESSOR CHRISTI, MARIA VIRGO ORA PRONOBIS, KAROLUS DEI GRATIA REX SICILIAE". Secondo alcune fonti, il Carlo citato nell'iscrizione sarebbe Carlo II d'Angiò, il quale, a seguito di qualche vittoria riportata in battaglia, avrebbe fatto costruire in quel luogo una cappella dedicata a San Nicola di Bari e alla Madonna. Dipinto e campana sarebbero quindi appartenenti a questa antica costruzione del XIII secolo. Gli eventi di quei giorni rimasero un evento importante nella storia di Liveri, che da allora inizia un percorso da città mariana che si estende fino ad oggi.
Il luogo delle apparizioni divenne il sito di costruzione di una serie di strutture religiose sovrappostesi nel tempo, e risultate nell'attuale Santuario di Santa Maria a Parete. In ricordo delle apparizioni, nel Santuario fu posta un'iscrizione tuttora visibile che recita:
D.O.M.
DEIPARAE VIRGINI CUIUS OLIM IMAGO
SUB TERRA SEPTA VEPRIBUS AUTILIA SCALA 
DIVINO MONTI INDICANTE, MIRACULIS LATE CLARUIT
ET A PARETE, IN QUO PICTA EST NOMEN HABUIT 
ANNO AB EIUSDEM VIRGINIS PARTU MDXIV
PRIDIE IDUS APRILIS
Circa tre mesi dopo le apparizioni Autilia morì. Alla pastorella è oggi dedicata la piazza adiacente al Santuario nella natìa Liveri.